# Pracovní knížka
Pracovní knížka (PK, německy Arbeitsbuch) je dokument obsahující záznamy o delších pracovních poměrech příslušné osoby. Pracovní knížka byla běžná v mnoha zemích.
Pro území Protektorátu Čechy a Morava (1939-45) byla PK zavedena vládním nařízením č. 241/1941 Sb. z. a n. ze dne 26. června 1941, kterým se zavádějí pracovní knížky. Důvodem bylo plné využití pracovní síly českého obyvatelstva ve prospěch Velkoněmecké říše . Průkaz potvrzoval pracovní poměr u jednotlivých zaměstnavatelů (razítka), včetně záznamů z období před rokem 1941. PK byla rovněž využívána pro výběr českých občanů na dobrovolnou, později na nucenou práci pro Říši (tzv. totální nasazení). Používání PK pokračovalo po válce, až do roku 1947.
Zákonem ze dne 12. února 1946 byla PK novelizována jako Pracovní průkaz, který znovu obsahoval záznamy o pracovním zařazení.
Od roku 1948 byly pracovní záznamy převedeny do občanských průkazů. Občan starší 15 let takto prokazoval, že není „příživník“. Od roku 1991 byly tyto záznamy rozšířeny i na studium.

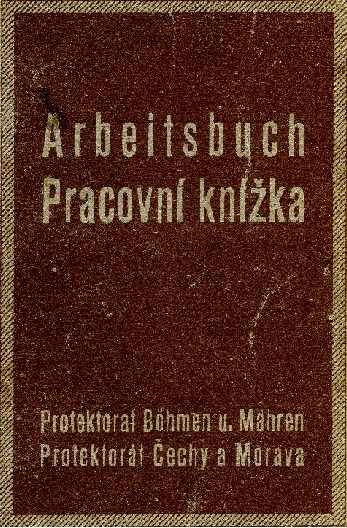
Pracovní knížka-Protektorát Čechy a Morava 1941 až 47
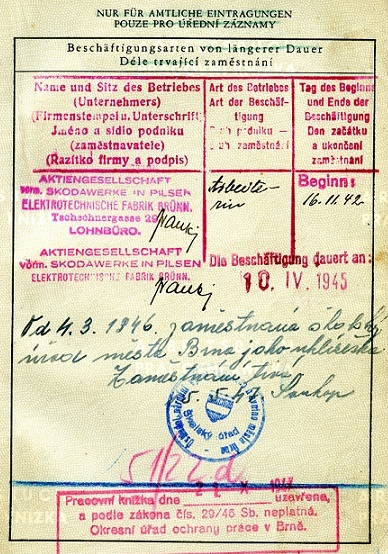
Pracovní knížka-Protektorát Čechy a Morava-Záznamy 1941-47
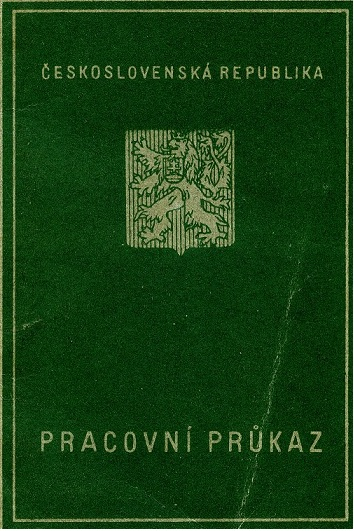
Pracovní průkaz-Československá republika-1947. Později nahrazen záznamy v občanském průkazu